# Parti du nouvel avenir
Le Parti du Nouvel Avenir (en thaï : พรรคอนาคตใหม่, RTGS : Phak Anakhot Mai, API : [pʰák ʔā.nāː.kʰót màj] / Future Forward) est un parti politique thaïlandais.
Il est fondé le 15 mars 2018 puis dirigé par Thanathorn Juangroongruangkit,,, jusqu'au 21 février 2020, date de sa dissolution par la Cour constitutionnelle de Thaïlande.

## Histoire
Le Parti du Nouvel Avenir a été officiellement reconnu par la Commission électorale de Thaïlande (en) le 28 septembre 2018, permettant au parti de commencer à enregistrer ses membres et de lever des fonds.
Il obtient plus de 6 millions de voix et remporte 87 sièges lors des élections législatives thaïlandaises de 2019,.
Au cours de la campagne du scrutin des élections générales de 2019, le parti Future Forward a refusé de proposer l'abolition ou la réforme de l'article 112 du Code pénal fondant le crime de lèse-majesté bien que le secrétaire général du parti s'est fait connaitre par sa critique au sein du group Nitirat.
En décembre 2019, le parti est menacé d'interdiction par la junte.
La Cour constitutionnelle ordonne la dissolution de parti le 21 février 2020 pour violation des lois sur les financements des partis politiques. Thanathorn Juangroongruangkit, avait en effet accordé un prêt de 5 millions d'euros à son propre parti lors de la campagne électorale de 2019. 
D'après Bruno Philip du journal Le Monde, « Cette décision s’appuyant sur le texte d’une loi sujette à interprétations est assimilée par nombre d’analystes à un geste surtout politique. Elle s’inscrit dans le contexte plus large de la tension entre forces prodémocratiques et conservateurs prosystème ». 
D'après Eugénie Mérieau, épouse de Piyabutr Saengkanokkul, la cour constitutionnelle veut "empêcher ces figures [membres du comité exécutif du parti] qui ont émergé comme de potentiels premiers ministres dans le futur d'incarner l'espoir en Thaïlande d'un renouveau" car "Le parti Future Forward (Nouvel avenir) s'est vraiment imposé comme l'ennemi de la militarisation de la vie politique en Thaïlande. C'est un parti qui a un incroyable soutien parmi les jeunes.[...]".
Son avatar officieux est le parti Move Forward, qui va finalement se faire dissoudre en août 2024 après avoir proposé la réforme de l'article 112 du Code pénal thaïlandais. 

## Résultats électoraux
| Année | Tête de liste                 | Voix      | %     | Élus     | Gouvernement |
| ----- | ----------------------------- | --------- | ----- | -------- | ------------ |
| 2019  | Thanathorn Juangroongruangkit | 6 330 617 | 17,80 | 81 / 500 | Opposition   |